# Liliana Bodoc
Liliana Bodoc, née Chiavetta le 21 juillet 1958 et morte le 6 février 2018, est une écrivaine argentine de fantasy.

## Biographie
Liliana Bodoc est née à Santa Fé en 1958. Elle a deux frères et une sœur.  Quand elle a cinq ans sa famille déménage à Mendoza pour le travail. Et a sept ans, sa mère meurt. Elle étudie à l'Université nationale de Cuyo et obtient un baccalauréat en arts en littérature. Élevée comme athée, elle se convertie à l'islam en 1994.
Bodoc est l'auteur de La Saga des Confins (La Saga de los Confines), une série de trois romans de fantasy initialement publiés en 2000 en espagnol,. La série est traduite en français en 2007 aux éditions Métailié. Son travail est très populaire en Amérique latine et son style a été admiré par Ursula K. Le Guin.
Elle meurt d'un arrêt cardiaque le 6 février 2018.

## Reconnaissance
Son travail est récompensé de plusieurs prix.
En 2004 et 2014, la Fondation Konex lui décerne le Diplôme du mérite et en 2014 le Prix Konex de Platine. En mai 2016, elle reçoit le titre Honoris Causa de l'Université nationale de Cuyo, où elle enseigne ensuite un atelier d'écriture littéraire.
En 2008, elle reçoit le prix de littérature pour enfants El Barco de Vapor d'Argentine pour son roman Le Miroir de la Liberté (El espejo africano).

## Œuvres
Liste non exhaustive
Romans traduits :
- La Saga des Confins
  - La Saga des Confins 1 : L'Armée du Cerf, Éditions Métailié, 2007 ((es) La Saga de Los Confines 1 : Los días del Venado, 2000), fantasy, trad. Isabelle Gugnon, 414 p.  (ISBN 978-2020904537)
  - La Saga des Confins 2 : L'Ombre, Éditions Métailié, 2007 ((es) La Saga de Los Confines 2 : Los días de la sombra, 2002), fantasy, trad. Isabelle Gugnon, 414 p.  (ISBN 978-2020904537)
  - La Saga des Confins 3 : Le Feu, Éditions Métailié, 2008 ((es) La Saga de Los Confines 3 : Los días del fuego, 2004), fantasy, trad. Isabelle Gugnon, 591 p.  (ISBN 978-2020904544)
- Le Miroir de la Liberté, Seuil jeunesse, 2009 ((es) El espejo africano, 2008), trad. Faustina Fiore, 96 p.  (ISBN 978-2020998284)